# Chot
Chot – wieś w Armenii, w prowincji Sjunik. W 2011 roku liczyła 942 mieszkańców.